# Fatalna ljubav
Fatalna ljubav è il settimo album in studio della cantante serba Ceca. Il disco è stato pubblicato nel 1995.

## Tracce
1. Nije monotonija
2. Zlato srećan put
3. Znam
4. Idi dok si mlad
5. Volela sam, volela
6. Šta još možeš da mi daš
7. Fatalna ljubav
8. Da li to ljubav pravi od nas slabiće
9. Beograd